# Gonzalo Benjamín Gutiérrez
Gonzalo Gutiérrez (26 de julio de 2003; San Miguel de Tucumán, Argentina, Argentina) es un futbolista argentino que juega como mediocampista en San Martín de Tucumán en la Primera Nacional.

## Estadísticas

### Clubes
Actualizado de acuerdo al último partido jugado el 9 de septiembre de 2023.
| Club                     | Div.          | Temporada     | Liga  | Liga  | Liga   | Copas nacionales | Copas nacionales | Copas nacionales | Torneos internacionales | Torneos internacionales | Torneos internacionales | Total | Total | Total  |
| Club                     | Div.          | Temporada     | Part. | Goles | Asist. | Part.            | Goles            | Asist.           | Part.                   | Goles                   | Asist.                  | Part. | Goles | Asist. |
| ------------------------ | ------------- | ------------- | ----- | ----- | ------ | ---------------- | ---------------- | ---------------- | ----------------------- | ----------------------- | ----------------------- | ----- | ----- | ------ |
| San Martín (T) Argentina | 2.ª           | 2020          | 3     | 0     | 0      | —                | —                | —                | —                       | —                       | —                       | 3     | 0     | 0      |
| San Martín (T) Argentina | 2.ª           | 2021          | 4     | 0     | 0      | —                | —                | —                | —                       | —                       | —                       | 4     | 0     | 0      |
| San Martín (T) Argentina | 2.ª           | 2022          | —     | —     | —      | —                | —                | —                | —                       | —                       | —                       | 0     | 0     | 0      |
| San Martín (T) Argentina | 2.ª           | 2023          | 1     | 0     | 0      | —                | —                | —                | —                       | —                       | —                       | 1     | 0     | 0      |
| San Martín (T) Argentina | 2.ª           | 2024          | —     | —     | —      | —                | —                | —                | —                       | —                       | —                       | 0     | 0     | 0      |
| San Martín (T) Argentina | 2.ª           | 2025          | 0     | 0     | 0      | —                | —                | —                | —                       | —                       | —                       | 0     | 0     | 0      |
| San Martín (T) Argentina | Total club    | Total club    | 8     | 0     | 0      | 0                | 0                | 0                | 0                       | 0                       | 0                       | 8     | 0     | 0      |
| Total carrera            | Total carrera | Total carrera | 8     | 0     | 0      | 0                | 0                | 0                | 0                       | 0                       | 0                       | 8     | 0     | 0      |
| 1. 2.                    |               |               |       |       |        |                  |                  |                  |                         |                         |                         |       |       |        |